# Таспихов, Амангельды Сатыбалдиевич
Амангельды Сатыбалдиевич Таспихов (каз. Амангелді Сатыбалдыұлы Таспихов; 20 ноября 1959, с. Кушанкуль, Казталовский район, Западно-Казахстанская область, Казахская ССР) — казахстанский государственный деятель. Депутат Сената, депутат Мажилиса Парламента Республики Казахстан III созыва, кандидат в Президенты Республики Казахстан (2019).

## Биография
Таспихов Амангельды Сатыбалдиевич родился 20 ноября 1959 года в селе Кушанкуль Казталовского района Западно-Казахстанской области Казахской ССР.

### Образование
В 1982 году окончил Казахский политехнический институт им. В. И. Ленина по специальности инженер-механик. 

### Трудовая деятельность
После окончания Казахского политехнического института в 1982 году начал трудовой путь инженером-технологом Алматинского завода тяжёлого машиностроения. 
В 1983–1987 годах - инженер, начальник участка и цеха, представитель госприёмки на Уральском арматурном заводе.
В 1987–1989 годах - инструктор Уральского горкома КПК.
В 1989–1998 годах - директор Уральского валяльно-войлочного завода, президент АО «Аяз».
С 2002 по 2003 год — председатель Комитета по стандартизации, метрологии и сертификации Министерства индустрии и торговли РК. 
В 2007–2011 годах - работа в СПК «Батыс», Комитете промышленности МИНТ РК.
В 2011–2017	годах - директор производственного филиала АО «КазТрансГаз Аймак».
В 2017–2019	годах - Председатель совета директоров АО «Жайыктеплоэнерго».
С 2011 года - директор ТОО «Урал Ойл энд Газ».
В 2019 году- председатель Территориального Объединения Профсоюзов «Профсоюзный Центр Западно-Казахстанской Области», и КХ «Тас», занимающегося «разведением прочих пород крупного рогатого скота для получения мяса».
С 2019 до 19 октября 2022 года - генеральный директор ТОО «Урихтау Оперейтинг».
Председатель совета директоров АО «Нуржанар».

## Общественная деятельность
В 1998–2002 годах - депутат Сената Парламента Республики Казахстан. 
В 2004–2007 годах - депутат Мажилиса Парламента Республики Казахстан III созыва от избирательного округа № 34 Западно-Казахстанской области. Заместитель руководителя фракции партии «Нур Отан», член комитета по экономической реформе и региональному развитию. Участвовал в инициировании роспуска Мажилиса в 2007 году.
В 2019 году выдвинут кандидатом в Президенты Республики Казахстан от Федерации профсоюзов Казахстана. По итогам голосования набрал 1,98 % голосов.
С 2012 года - депутат маслихата ЗКО.

## Награды
Орден «Құрмет» (2005)
Медали

## Семья
Супруга — Таспихова Эльмира Руслановна, заместитель директора АО «Цеснабанк»
Дети: Берик (1983), Аружан (1998), Арина (2017)